# Hannah Mills
Hannah Louise Mills (Cardiff, 29 de febrero de 1988) es una deportista británica que compite en vela en la clase 470.
Participó en tres Juegos Olímpicos de Verano, obteniendo tres medallas en la clase 470, oro en Río de Janeiro 2016 (junto con Saskia Clark), plata en Londres 2012 (con Saskia Clark) y oro en Tokio 2020 (con Eilidh McIntyre).
Ganó siete medallas en el Campeonato Mundial de 470 entre los años 2011 y 2019, y cuatro medallas en el Campeonato Europeo de 470 entre los años 2011 y 2021.
Fue la abanderada del Reino Unido en la ceremonia de apertura de los Juegos de Tokio 2020.
En 2016 fue nombrada Regatista Mundial del Año por la Federación Internacional de Vela junto con su compañera de la clase 470, Saskia Clark. En 2022 fue nombrada oficial de la Orden del Imperio Británico (OBE).

## Palmarés internacional
| \| Juegos Olímpicos \| Juegos Olímpicos \| Juegos Olímpicos \| Juegos Olímpicos \| \| Año \| Lugar \| Medalla \| Clase \| \| ------------------ \| ----------------------- \| ----------------- \| ---------------- \| \| 2012 \| Londres (Reino Unido) \| Medalla de plata \| 470 \| \| 2016 \| Río de Janeiro (Brasil) \| Medalla de oro \| 470 \| \| 2020 \| Tokio (Japón) \| Medalla de oro \| 470 \| \| Campeonato Mundial \| \| \| \| \| Año \| Lugar \| Medalla \| Clase \| \| 2011 \| Perth (Australia) \| Medalla de plata \| 470 \| \| 2012 \| Barcelona (España) \| Medalla de oro \| 470 \| \| 2014 \| Santander (España) \| Medalla de bronce \| 470 \| \| 2015 \| Haifa (Israel) \| Medalla de plata \| 470 \| \| 2017 \| Salónica (Grecia) \| Medalla de plata \| 470 \| \| 2018 \| Aarhus (Dinamarca) \| Medalla de bronce \| 470 \| \| 2019 \| Enoshima (Japón) \| Medalla de oro \| 470 \| \| Campeonato Europeo \| \| \| \| \| Año \| Lugar \| Medalla \| Clase \| \| 2011 \| Helsinki (Finlandia) \| Medalla de bronce \| 470 \| \| 2014 \| Atenas (Grecia) \| Medalla de plata \| 470 \| \| 2019 \| San Remo (Italia) \| Medalla de plata \| 470 \| \| 2021 \| Vilamoura (Portugal) \| Medalla de plata \| 470 \| |                         |                   |       |
| Juegos Olímpicos |                         |                   |       |
| Año | Lugar                   | Medalla           | Clase |
| 2012 | Londres (Reino Unido)   | Medalla de plata  | 470   |
| 2016 | Río de Janeiro (Brasil) | Medalla de oro    | 470   |
| 2020 | Tokio (Japón)           | Medalla de oro    | 470   |
| Campeonato Mundial |                         |                   |       |
| Año | Lugar                   | Medalla           | Clase |
| 2011 | Perth (Australia)       | Medalla de plata  | 470   |
| 2012 | Barcelona (España)      | Medalla de oro    | 470   |
| 2014 | Santander (España)      | Medalla de bronce | 470   |
| 2015 | Haifa (Israel)          | Medalla de plata  | 470   |
| 2017 | Salónica (Grecia)       | Medalla de plata  | 470   |
| 2018 | Aarhus (Dinamarca)      | Medalla de bronce | 470   |
| 2019 | Enoshima (Japón)        | Medalla de oro    | 470   |
| Campeonato Europeo |                         |                   |       |
| Año | Lugar                   | Medalla           | Clase |
| 2011 | Helsinki (Finlandia)    | Medalla de bronce | 470   |
| 2014 | Atenas (Grecia)         | Medalla de plata  | 470   |
| 2019 | San Remo (Italia)       | Medalla de plata  | 470   |
| 2021 | Vilamoura (Portugal)    | Medalla de plata  | 470   |